# Saissetia privigna
Saissetia privigna är en insektsart som beskrevs av De Lotto 1965. Saissetia privigna ingår i släktet Saissetia och familjen skålsköldlöss. Inga underarter finns listade i Catalogue of Life.